# ویلهلم پترسن (بازیکن هاکی روی یخ)
ویلهلم پترسن (انگلیسی: Wilhelm Petersén؛ ۲ اکتبر ۱۹۰۶ – ۱۱ دسامبر ۱۹۸۸ (aged 82)) ورزشکار فوتبال اهل سوئد بود.
از باشگاه‌هایی که در آن بازی کرده‌است می‌توان به باشگاه فوتبال ای‌آی‌کی اشاره کرد.
وی در مسابقات کشوری و بین‌المللی در مجموع برندهٔ ۱ مدال طلا، ۱ مدال نقره شده‌است.